# Onorato Lascaris di Ventimiglia
Monsignor Onorato Lascaris di Ventimiglia (Briga Marittima, 1526 – Aosta, 11 luglio 1595) è stato un vescovo cattolico italiano.
Fu un predicatore ligure e vescovo di Aosta (2 aprile 1594 - 11 luglio 1595), proveniente dal lignaggio dei Lascaris di Ventimiglia.

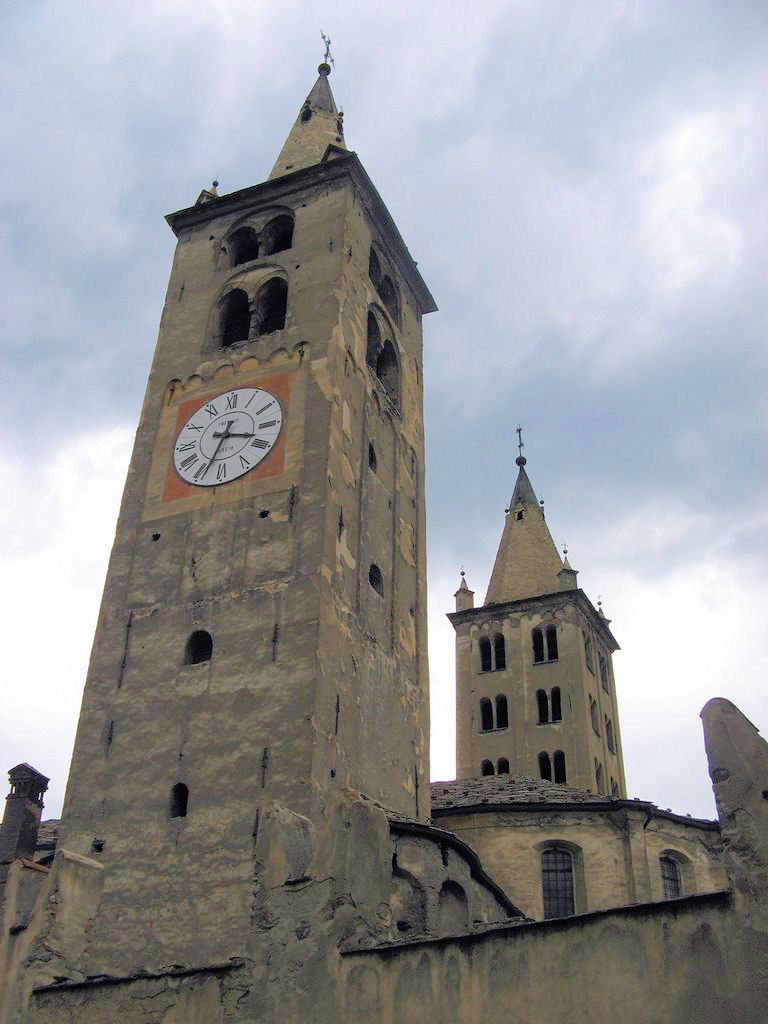
Veduta della Cattedrale di S. Maria Assunta di Aosta, retta da Onorato Lascaris di Ventimiglia dal 1594 al 1595.

## Biografia
Onorato, canonico dell'Ordine di Sant'Agostino, nasce dal conte Tommaso - figlio illegittimo del conte Antonio Lascaris, Signore di Briga - e svolge la sua trentennale attività di predicatore a Briga e presso la Collegiata di Pignans.
Il Lascaris, prima di salire sulla cattedra di Aosta, fu Preposito della Collegiata di San Martino di Briga, come si evince da una donazione del 23 agosto 1567, in cui Onorato - in partenza per affari, per conto dell'omonimo cugino Onorato II di Savoia conte di Tenda e Sommariva - ordinava l'edificazione di uno studio sopra la sacrestia della collegiata, ed ivi trasferiva la propria biblioteca a profitto dei sacerdoti. Inoltre, a sua madre Pietrina Cotta vedova di Tommaso, donava in caso di morte tutti i propri beni,  eleggendo sepoltura nella medesima collegiata. Altra fondazione di Onorato fu la cappella dei SS. Agostino e Onorato, edificata in Briga in località Croce di Maracarra.

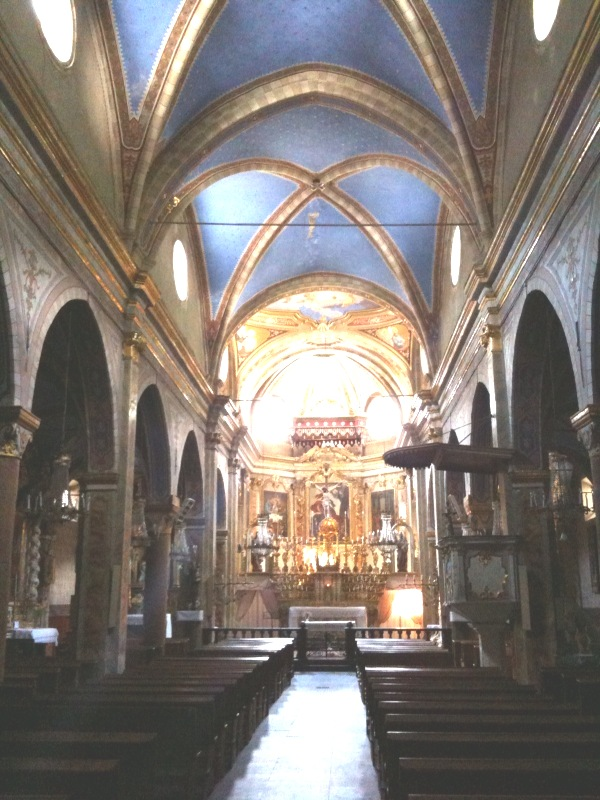
Interno della chiesa della Collegiata di San Martino, in Briga Marittima, della quale Onorato Lascaris di Ventimiglia fu Preposito prima di esser eletto Vescovo di Aosta.

Risulta già nominato in pectore vescovo di Aosta nella patente di dottorato in Teologia che gli invia Giovanni Antonio Castruccio, vescovo di Mondovì e Gran Cancelliere della locale Università, il 26 settembre 1592. Il 2 aprile 1594 Onorato riceve l'ordine episcopale a Roma e prende possesso della sua diocesi l'8 giugno 1594. L'ordinazione del Lascaris si svolge ad opera di François de Joyeuse - Arcivescovo di Tolosa e cardinale-prete della SS. Trinità al Monte Pincio - e dei co-consacratori Silvio de Saint-Croix, Arcivescovo di Arles e Guillaume de St-Marcel d'Avançon, Arcivescovo di Embrun.

### Prevosto di Santa Maria Assunta di Pignans
Almeno dal 1580, sino alla morte, Onorato è Prevosto pur della Collegiata di S. Maria di Pignans, un ricchissimo istituto religioso 'esente' - cioè direttamente dipendente dal Papa - retto dai Canonici regolari di Sant'Agostino, che domina su numerosi villaggi, castelli e enti ecclesiastici delle diocesi di Fréjus e Tolone. Tuttavia, già nella prima metà del XVI secolo la prepositura di Pignans fu in mano ai Lascaris di Ventimiglia, nella persona di Elione, Prevosto commendatario. Al 30 agosto 1580 risale una querela per ingiurie presentata da Onorato alle autorità di Briga, nella quale il prelato si qualifica "signore e prevosto, spirituale e temporale di Pignans". E tale pur risulta, il canonico brigasco, sempre nel 1580, quando recupera i tenimenti di Besse, Blanquefort e Gonfaron, che furono alienati da Renato di Savoia-Villars (†1568), signore di Cipières, capo degli Ugonotti. Nel 1591, gli Ugonotti, durante le guerre di religione provocate dalla Riforma protestante, incendiano parzialmente e saccheggiano la Collegiata, che Onorato inizia a restaurare nel 1593.
.

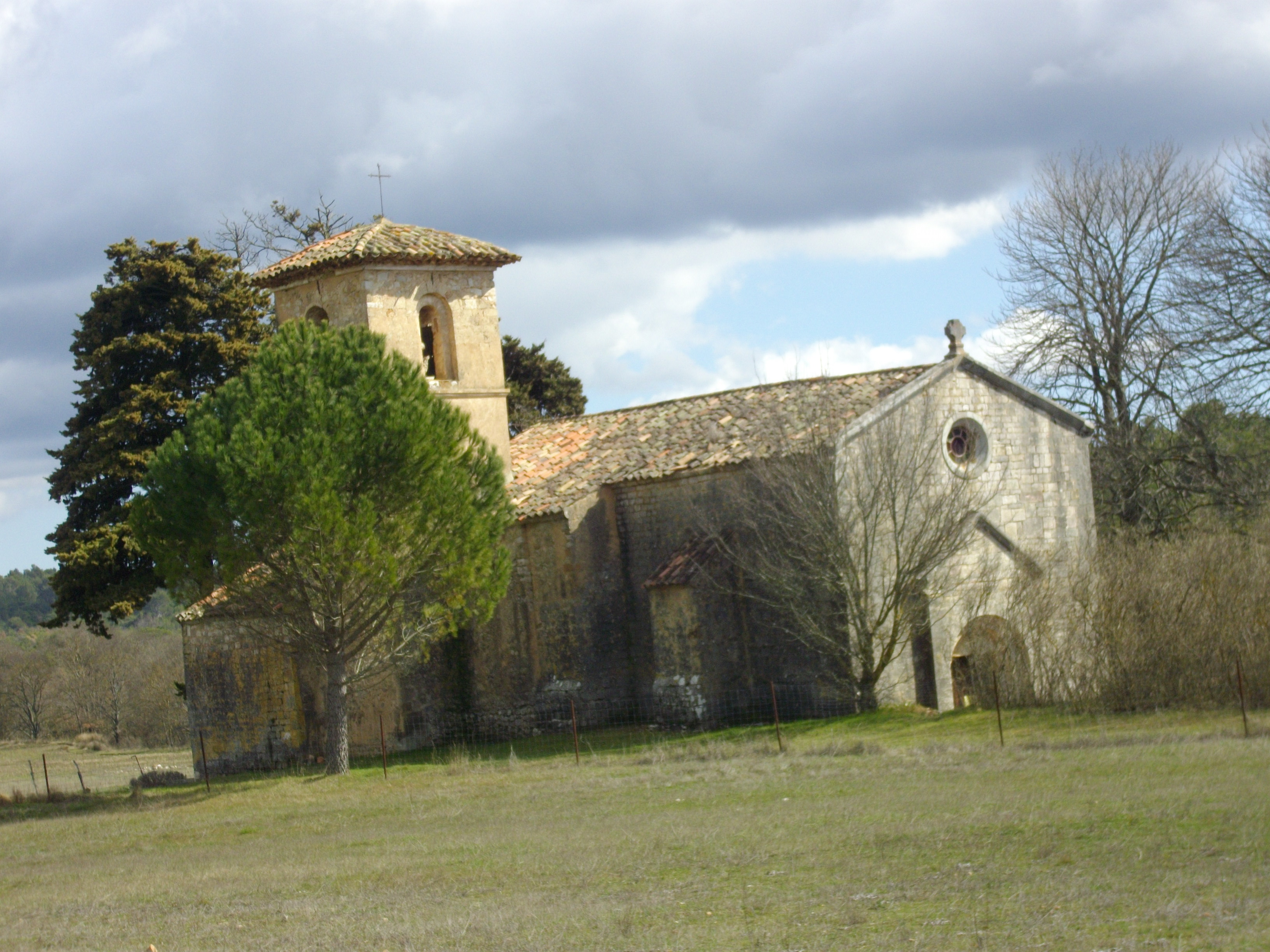
La chiesa di Spéluque/Montfort, fondata nell'XI secolo, una delle numerose dipendenze della Collegiata di Pignans nella regione del Varo.

La chiesa originaria di Pignans fu uno dei più antichi e prestigiosi istituti ecclesiastici provenzali, nato attorno al culto di una miracolosa statua lignea della Madonna, secondo la tradizione scolpita dai discepoli di Cristo. La fondazione merovingia sarebbe sorta, nell'anno 508, sulla cappella di santa Ninfa, personaggio dell'entourage di santa Maria Maddalena. La chiesa è citata la prima volta nel 1039, data in cui fu ricostruito l'edificio altomedievale, fondato secondo la leggenda da re Teodorico, figlio di Clodoveo I. Il termine 'Collegiata' appare la prima volta nel 1080, all'epoca in cui iniziano a diffondersi gli ideali del ritorno alla Chiesa primitiva e della vita comune - collegiale - dei chierici, ideali ispirati al modello dei discepoli del Messia. Il chiostro è attestato dal 1246. Onorato Lascaris, in qualità di Prevosto, regge la signoria - con piena giurisdizione temporale e spirituale - dei 41 sub-priorati e parrocchie dipendenti da Pignans, tra questi: San Pietro d'Almannara - nelle Isole di Hyères - Sant'Anastasia e S. Maria Maddelana di Lauzade, oltre ai villaggi e castelli di Gonfaron, Cagnosc, Carnoules, Besse-sur-Issole, Sainte-Anastasie-sur-Issole, Blanquefort, Garcinières, Spéluque, La Valette-du-Var, La Garde-Freinet etc.
Besse-sur-Issole, in particolare, fu signoria infeudata dai prevosti ai Lascaris di Ventimiglia, del ramo di Tenda signori di Riez, in cui si insediò Elione Lascaris - già prevosto commendatario di Pignans - e la sua discendenza.

## Genealogia episcopale
La genealogia episcopale è:
- Cardinale François de Joyeuse
- Vescovo Onorato Lascaris di Ventimiglia